# Arctogeophilus corvallis
Arctogeophilus corvallis är en mångfotingart som beskrevs av Chamberlin 1941. Arctogeophilus corvallis ingår i släktet Arctogeophilus och familjen storjordkrypare. Inga underarter finns listade i Catalogue of Life.